# 马屿镇
马屿镇是中华人民共和国浙江省温州市瑞安市下辖的一个镇。

## 简介
马屿镇马屿镇地处瑞安市中西部飞云江中上游，因境西的江边有龟山、蛇山两山，形如马鞍而得名。马屿镇于1984年建镇，后经1992、2000、2011、2016年乡镇撤消扩并，由原马屿、清祥、江浦、篁社、梅屿、大南、顺泰等乡镇合并而成，行政区划调整后，马屿镇辖3个居民区、114个行政村，面积153.65平方千米（2017年），人口131096人（2017年），是全国重点镇、省中心镇。马屿人经济实力雄厚，现有六七万人在外经商、创办企业，年销售额数百亿元。马屿镇被瑞安市“十二五”规划确定为小城市培育点。按照市域总规划，马屿镇总体发展定位为生态农业综合开发区，以光学眼镜、新材料应用、生物工程为主的工业集聚区，集休闲、养生、旅游为一体的生态宜居型小城市。

## 行政区划
马屿镇下辖以下村级行政区划单位：
文昌社区、江浦村、姜家汇村、江东村、江西村、后姜村、上郑村、上京村、团社村、五甲村、马南村、马北村、马岩村、九甲村、垟下村、上安村、水坑村、湖头村、篁社村、高岙村、增垟村、协山村、马岙村、河岙村、马下村、外三甲村、屿头村、梅底村、建新村、泛浦村、汤岙村、村头村、圣井村、陈新村、林白坑村、下徐村、玉丰村、会吉村、联丰村、南垟堡村、来安村、石州村、永兴村、崇仁村、祥瑞村、清祥村、清源村、鹤屿村、瑞新村、儒阳村、柴桥头村、江北村、马涂村、瑞溪村、梅云村、龙溪村、新浦村、青云村、西坪村、瑞峰村和南阳新村。